# ITA Masters
Das ITA Masters ist ein Turnier im US-amerikanischen College Tennis, das seit dem Jahr 2015 jährlich in Malibu, Kalifornien ausgetragen wird.

## Geschichte
Das ITA Masters wurde 2015 als neues Turnier in den ITA-Kalender aufgenommen. Gespielt wurde im September. Die zweite Auflage im Jahr darauf fand im Oktober statt, bevor das Turnier 2017 wieder im September ausgetragen wurde.

## Siegerliste

### Herren

#### Einzel
| Jahr | Sieger            | Finalgegner               | Ergebnis        |
| ---- | ----------------- | ------------------------- | --------------- |
| 2015 | Cameron Norrie    | Nicolás Álvarez           | 6:3, 7:62       |
| 2016 | Ryōtarō Matsumura | Adam Moundir              | 4:6, 6:3, 6:2   |
| 2017 | Brandon Holt      | Victor Pham               | 6:3, 7:62       |
| 2018 | Laurens Verboven  | Nicolas Moreno de Alboran | 6:74, 7:64, 6:3 |

#### Doppel
| Jahr | Sieger                    | Finalgegner                      | Ergebnis |
| ---- | ------------------------- | -------------------------------- | -------- |
| 2015 | Luca Corinteli Ryan Shane | Guilherme Hadlich Gabriel Sidney | 7:5, 6:4 |

### Damen

#### Einzel
| Jahr | Sieger                 | Finalgegner          | Ergebnis        |
| ---- | ---------------------- | -------------------- | --------------- |
| 2015 | Danielle Collins       | Hayley Carter        | kampflos        |
| 2016 | Ena Shibahara          | Luisa Stefani        | 6:3, 4:6, 7:5   |
| 2017 | Alexandra Sanford      | Ena Shibahara        | 5:7, 6:3, 7:611 |
| 2018 | Estela Pérez Somarriba | Jewgenija Lewaschowa | 6:4, 6:3        |

#### Doppel
| Jahr | Sieger                     | Finalgegner                 | Ergebnis |
| ---- | -------------------------- | --------------------------- | -------- |
| 2015 | Giuliana Olmos Gabby Smith | Mami Adachi Aldila Sutjiadi | 6:2, 6:2 |

### Mixed
| Jahr | Sieger                            | Finalgegner                              | Ergebnis |
| ---- | --------------------------------- | ---------------------------------------- | -------- |
| 2016 | Hayley Carter Christopher Eubanks | Blair Shankle Maxime Tchoutakian         | 8:6      |
| 2017 | Ena Shibahara Brandon Holt        | Samantha Harris Johannes Schretter       | 8:1      |
| 2018 | Yuya Itō Lisa-Marie Rioux         | Nicolas Moreno de Alboran Adrijana Lekaj | kampflos |